# 엘리자베스노랑귀박쥐
엘리자베스노랑귀박쥐(Vampyressa elisabethae)는 주걱박쥐과(신세계잎코박쥐과)에 속하는 박쥐의 일종이다. 파나마의 토착종이다.

## 특징
작은 박쥐로 전체 몸길이는 53~58mm, 전완장은 36.2~37.8mm이다. 발 길이는 9.3~10.9mm, 귀 길이는 16mm이다. 털은 짧다. 등 쪽은 갈색부터 노랑과 베이지색까지 다양한 반면에 배 쪽은 뚜렷하다. 주둥이는 짧고 넓다. 잎코가 잘 발달해 있고, 갈색과 노란색의 창 모양을 띤다.

## 생태
먹이는 과일이다.

## 분포 및 서식지
파나마 극서부의 보카스델토로 주에서만 발견된다.